# آنتونیو مونوز مولینا
آنتونیو مونوز مولینا (اسپانیایی: Antonio Muñoz Molina‎؛ زادهٔ ۱۰ ژانویهٔ ۱۹۵۶) یک نویسنده اهل اسپانیا است. وی از ۸ ژوئن ۱۹۹۵ به عضویت تمام آکادمی سلطنتی اسپانیا پذیرفته شد و در سال ۲۰۱۳ میلادی جایزهٔ شاهدخت آستوریاس را برای ادبیات دریافت کرد.